# Altenhellefeld
Altenhellefeld ist ein Stadtteil der Stadt Sundern (Sauerland) im Hochsauerlandkreis, Nordrhein-Westfalen.

## Lage
Der anerkannte Erholungsort liegt östlich von Sundern. Durch den Ort verlaufen die Kreisstraße K 6 sowie die Landesstraßen L 839 und L 840. Das Dorf liegt im Naturpark Sauerland-Rothaargebirge unmittelbar am Nordfuß des Großen Sonnenstücks.

## Geschichte
Erstmals erwähnt wird der Ort in einer Schenkungsurkunde vom 1. Mai 1236. Graf Gottfried III. von Arnsberg überlässt darin dem Kloster in Rumbeck den Zehnten in Altenhellefeld. In der frühen Neuzeit bestand der Ort aus etwa 25 Höfen und Beiliegerhäusern. Im Wesentlichen entsprach auch das Urkataster von 1829 und entspricht auch die heutige Ortsstruktur noch dem Zustand des 15. Jahrhunderts.
Der Ursprung der Höfe in Altenhellefeld geht zurück auf das mittelalterliche Lehnswesen. Bedeutende Lehnsherren waren neben dem Stift Meschede u. a. das erwähnte Kloster Rumbeck, das Adelsgeschlecht der Schades (Grevenstein) und die Pfarrkirche Hellefeld. Die Lehnsgüter des Stifts Meschede stammten zu einem wesentlichen Teil aus Übertragungen der Grafen von Arnsberg. Als Gegenleistung für Nutzung des Grundbesitzes waren die Höfe den Lehnsherren gegenüber abgabepflichtig.
Die Bedeutung von Altenhellefeld im Kirchspiel Hellefeld zeigte sich neben seiner Größe auch darin, dass Altenhellefeld eine Kapellengemeinde war. Das bedeutet, dass die Kapelle von den Einwohnern des Ortes gebaut und unterhalten wurde und nicht zur Pfarrkirche in Hellefeld gehörte. Eine bebilderte Dokumentation und Beschreibung der Kapellenfenster, des Grundrisses und der Innenansicht der Kapelle befinden sich auf der Internetseite der Forschungsstelle Glasmalerei des 20. Jahrhunderts e. V.
Am 1. Januar 1975 wurde Altenhellefeld nach Sundern (Sauerland) eingemeindet.

## Politik

### Wappen
Das Wappen des Ortes zeigt eine silberne Glocke des Heiligen Antonius als Patron der Kapelle in Altenhellefeld auf blauem Grund. Die Farben Blau und Silber stehen für die Zugehörigkeit des Ortes zur ehemaligen Grafschaft Arnsberg.

## Heutige Struktur
Das Dorf zeigt auch heute noch landwirtschaftliche Strukturen, auch wenn seit den 1960er-Jahren ein Strukturwandel etwa durch den Bau von Hotel- und Freizeitanlagen einsetzte. Zwischen 1985 und 1993 errang Altenhellefeld fünf Mal eine Silbermedaille im Landeswettbewerb Unser Dorf soll schöner werden. Seit 1989 sind Altenhellefeld und Hellefeld als Erholungsorte anerkannt. Im ehemaligen Naturfreundehaus „Am Sonnenstück“ gibt es seit 2001 das buddhistische Meditationshaus Vimaladhatu der buddhistischen Gemeinschaft Triratna.
Das Naturschutzgebiet Wacholdergebiet Hermscheid liegt östlich des Dorfes. Es wurde 1993 als Naturschutzgebiet (NSG) ausgewiesen. Das NSG Hermscheid wird mit Schafen beweidet, um den offenen Charakter der Wacholderheide und die Wacholder zu erhalten.